# تاليس (لاعب كرة قدم ولد 1995)
تاليس ليما كونسيساو بنيا (بالبرتغالية: Thalles Lima de Conceição Penha‏) (18 مايو 1995 - 22 يونيو 2019) لاعب كرة قدم برازيلي كان يلعب في مركز الهجوم. سبق أن لعب مع نادي فاسكو دا غاما. توفى في حادث سير في يونيو 2019.

## وصلات خارجية
- طارش ليما دي كونسيساو بنها على موقع رابطة كرة القدم اليابانية للمحترفين (اليابانية)
- طارش ليما دي كونسيساو بنها على موقع قاعدة بيانات كرة القدم.إي يو (الإنجليزية)
- طارش ليما دي كونسيساو بنها على موقع Soccerway.com (الإنجليزية)
- طارش ليما دي كونسيساو بنها على موقع عالم كرة القدم.نت (الإنجليزية)